# Albert Maignan
Pour les articles homonymes, voir Maignan.
Albert Maignan, né à Beaumont-sur-Sarthe (Sarthe), le 14 octobre 1845 et mort à Saint-Prix (Val-d'Oise), le 29 septembre 1908, est un peintre et illustrateur français. La majeure partie de son œuvre est consacrée à la peinture d'histoire.

## Biographie

### Famille
Le père d'Albert Maignan, François Prudent Maignan était notaire, il quitta sa charge notariale en 1853 pour s'installer à Paris avec son épouse et mère de l'artiste Delphine Bline et sa famille. En 1856, la famille s'installa au Mans puis retourna à Paris, en 1864.
Albert Maignan épousa, en 1878, Étiennette Larivière, pastelliste et portraitiste, fille du peintre Charles-Philippe Larivière. Le couple n'eut pas d'enfant.

### Jeunesse et formation
Dès son enfance, Albert Maignan montra des aptitudes pour le dessin. Il effectua de 1857 à 1863, ses études secondaires au lycée Montesquieu du Mans. En 1864, il étudia le droit à Paris et obtint sa licence en 1866. Parallèlement, à partir de 1865, il commença à fréquenter l'atelier du peintre Jules Noël qui devint son maître. Il rencontra à la même époque le peintre Eugène Isabey.
En 1867, il présenta une première fois au Salon des artistes français deux œuvres : Luxeuil et Intérieur de ferme (Sarthe) ; il exposa des œuvres au Salon régulièrement toute sa vie. En 1868, il voyagea en Andalousie et en Hollande et peignit des vues de Rouen, de Cordoue, de Séville, et du canal de Suez un an avant son inauguration.
En 1869, il intégra l'atelier d'Évariste-Vital Luminais puis fréquenta, en 1871, l'Académie suisse de Paris.

### Un artiste confirmé
En 1872, il devint membre de l'Association des artistes, peintres; sculpteurs graveurs et dessinateurs, créée par la baron Taylor, en 1844.
En 1874, il obtint une médaille de troisième classe du Salon des artistes français pour Le Départ de la flotte normande pour la conquête de l'Angleterre ; en 1876, une médaille de deuxième classe pour Frédéric Barberousse aux pieds du pape ; en 1879, la médaille de première classe pour Le Christ appelle à lui les affligés.
Sa notoriété s'affirma avec sa médaille d'honneur du Salon de 1892 pour La Mort de Carpeaux, acquis par l’État pour le musée du Luxembourg, désormais dans les collections du musée de Picardie à Amiens. Il reçut une médaille d'or à l'Exposition universelle de 1889 et la Légion d'honneur en 1895. Enfin, en 1905, il devint membre de l'Institut de France.
Il peignit aussi des portraits. C'est peut-être sous l'influence d'Henri Regnault qu'il composa également des sujets espagnols et orientaux.

#### Les Voix du tocsin
Les Voix du tocsin est un tableau monumental que le peintre considérait comme « son œuvre capitale » commencée en 1882, qui lui demanda six années de travail, est nourri de l’étude des grands maîtres italiens, Raphaël et Michel-Ange. Il représente une énorme cloche actionnée par des génies tirant des cordes qui barrent la composition. Derrière un épais panache de fumée, on reconnaît des toitures en feu et, dans le lointain, la silhouette de la cathédrale de Strasbourg ravagée par des bombardements prussiens de 1870. Au premier plan un drapeau français en lambeaux orné d’un crêpe noir gît au sol.
Cette œuvre achetée par l'État fut exposée au Salon de 1888, à l’Exposition universelle de 1889, puis à l’Exposition française de Moscou en 1891. Elle fut déposée au Musée de Picardie à Amiens en 1892. Le tableau parla au cœur du public picard qui lui fit un accueil chaleureux ce qui émut Albert Maignan.

### Peintre décorateur
Dans une seconde partie de sa carrière, vers 1889, il se tourne vers l'illustration et les travaux décoratifs, notamment par ses contributions au décor mural ou d'illustrations d'ouvrages.

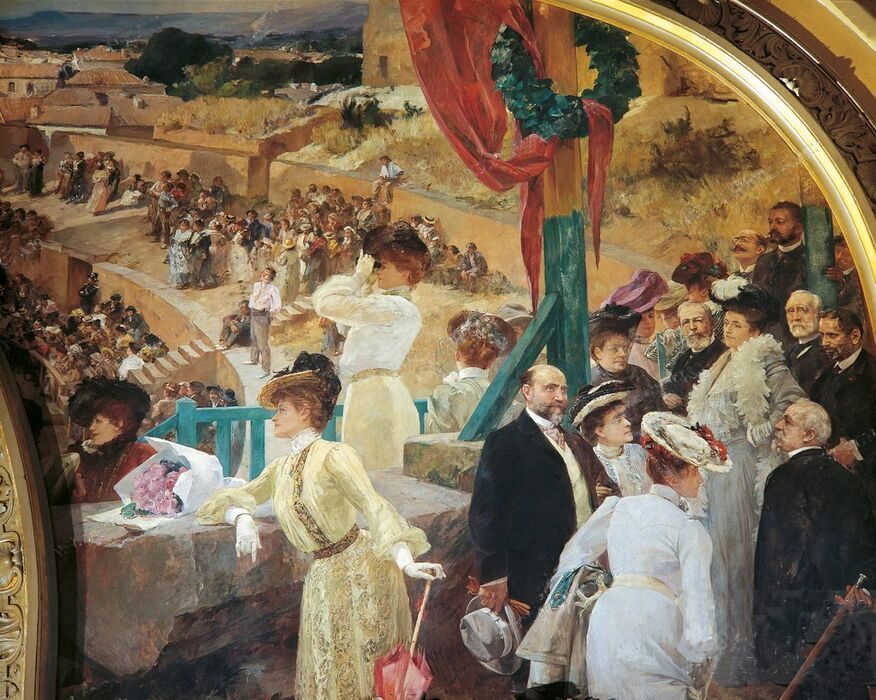
Panneau du restaurant Le Train bleu, gare de Lyon à Paris.

S'étant déjà essayé à la peinture murale en participant à la décoration du Salon des Lettres de l'Hôtel de ville de Paris et de la Salle des fêtes de l'Exposition Universelle en 1889, il est de plus en plus sollicité pour ce type de travaux à partir du début des années 1890. Les premiers à faire appel à lui pour une décoration murales sont les responsables de la Chambre de commerce et d'industrie de Saint-Étienne pour laquelle il réalise le décor de la salle principale (1895-1896). Il fournit, par la même occasion, des cartons de tapisserie pour la même salle.
L’État lui commande, dans les mêmes années, (1895 - 1899), un cycle de tapisseries qui orne aujourd'hui la salle des conférences du Palais du Luxembourg.
En cette fin de siècle, il participe avec d'autres peintres à la décoration du foyer de l'Opéra-Comique de Paris. Il participe également à la décoration à fresque de Notre-Dame-de-la-Consolation, rue Jean Goujon à Paris, chapelle expiatoire des victimes de l'incendie du 3 mai 1897 du Bazar de la Charité.
Il réalise en 1900 deux fresques pour le restaurant parisien Le Train bleu de la gare de Lyon. La première, située dans la Grande Salle, représente le théâtre d'Orange en présence des comédiennes Sarah Bernhardt, Réjane, Mademoiselle Bartet et Edmond Rostand ainsi que Stéphane Adolphe Dervillé, Président du Conseil d'administration de la Compagnie P.L.M. de 1899 à 1925. La seconde dans la Salle dorée, représente les Vendanges en Bourgogne.

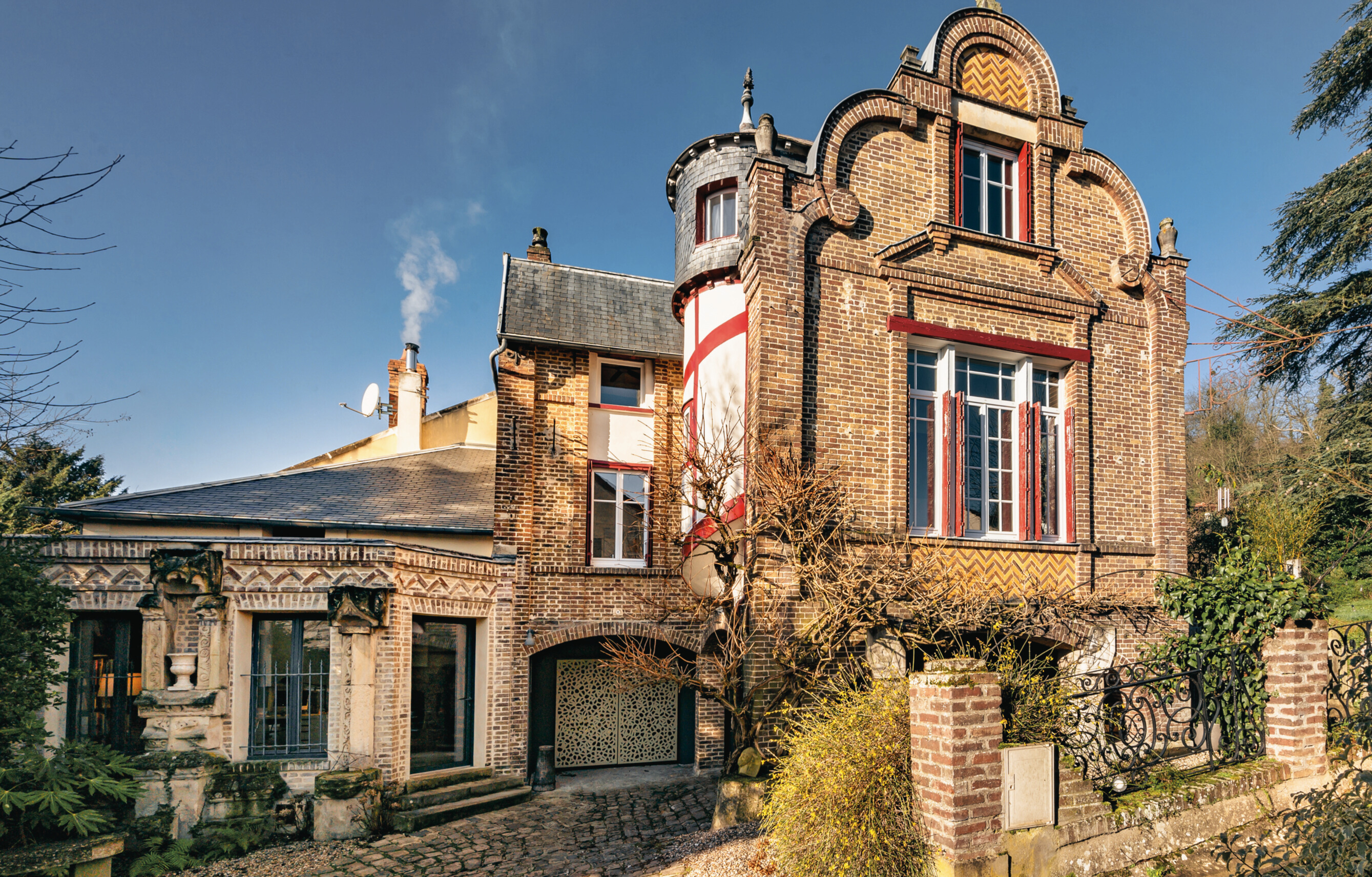
Atelier de Peintre - Albert Maignan (Saint-Prix)

Cet atelier, où Maignan a réalisé certaines de ses créations, témoigne de son attachement au calme et à l’inspiration offerte par le cadre bucolique du village. Rénové depuis plusieurs années, ce lieu chargé d’histoire a été transformé en une maison individuelle de 214 m². Alliant patrimoine et modernité, la demeure conserve l’empreinte artistique de son illustre occupant tout en offrant un confort contemporain.

## Postérité
Albert Maignan légua au Musée de Picardie d'Amiens ses collections d'objets archéologiques et médiévaux, son fonds d’atelier, auquel s’ajouta plus tard celui du legs de son épouse Étiennette Larivière composé - en outre - du fonds d'atelier de son père, le peintre Charles-Philippe Larivière.
En 1929, la ville d'Amiens fit construire le pavillon Maignan-Larivière à l'arrière du Musée de Picardie qui devait accueillir les collections léguées par l'artiste.
Un des boulevards intérieurs d'Amiens porte le nom de Maignan-Larivière.

## Liste des œuvres
| Tableau | Titre                                                                                     | Date      | Dimensions          | Notes                                             | Lieu de conservation                                                           |
| ------- | ----------------------------------------------------------------------------------------- | --------- | ------------------- | ------------------------------------------------- | ------------------------------------------------------------------------------ |
|         | Gustave Worms dans le rôle de Don Carlos                                                  | 1867      | 65 × 41 cm          |                                                   | Paris, Comédie Française                                                       |
|         | L'archiduchesse Elisabeth quitte l'Allemagne pour se rendre à la cour de Charles IX       | 1868      |                     |                                                   | Localisation actuelle inconnue                                                 |
|         | Napoléon et Marie-Louise, le jour de leur mariage, parcourant la grande galerie du Louvre | 1869      |                     |                                                   | Localisation actuelle inconnue                                                 |
|         | Le Favori de la veille (Malaga), XVe siècle                                               | 1873      |                     |                                                   | Localisation actuelle inconnue                                                 |
|         | L'éducation du dernier roi de Grenade (esquisse)                                          | 1873      | 65 × 54 cm          |                                                   | Collection particulière                                                        |
|         | L'éducation du dernier roi de Grenade                                                     | 1873      |                     |                                                   | Localisation actuelle inconnue                                                 |
|         | Départ de la flotte normande pour la conquête de l'Angleterre, Dives, 1066                | 1874      | 81 × 115 cm         |                                                   | Paris, musée d'Orsay                                                           |
|         | L'insulte aux prisonniers                                                                 | 1875      | 117 × 176 cm        |                                                   | Amiens, musée de Picardie                                                      |
|         | Le portail central de Saint-Marc de Venise (esquisse)                                     | 1875      | 116 × 88,5 cm       | Musée                                             | Paris, musée d'Orsay                                                           |
|         | Frédéric Barberousse aux pieds du pape                                                    | 1876      | 280 × 228 cm        |                                                   | Localisation actuelle inconnue                                                 |
|         | L'attentat d'Agnani ou La foule en révolte                                                | 1877      | 229 × 168 cm        |                                                   | Collection particulière                                                        |
|         | L'amiral Carlo Zeno                                                                       | 1878      | 172 × 132 cm        |                                                   | Lille, musée des Beaux-Arts                                                    |
|         | Louis IX console un lépreux                                                               | 1878      | 230 × 175 cm        |                                                   | Angers, musée des Beaux-Arts                                                   |
|         | Le Christ appelle à lui les affligés                                                      | 1879      |                     | pour l'église Saint-Nicolas-des-Champs            | Paris, musée du Petit-Palais                                                   |
|         | Renaud de Bourgogne affranchit Belfort                                                    | 1879      | 300 × 270 cm        |                                                   | Belfort, mairie                                                                |
|         | Les derniers moments de Chlodobert                                                        | 1880      | 100 × 135 cm        |                                                   | Melbourne, National Gallery of Victoria                                        |
|         | Religieuse dans un parc                                                                   | vers 1880 | 70 × 48 cm          |                                                   | Amiens, musée de Picardie                                                      |
|         | Mathilda (esquisse)                                                                       | 1881      | 45,7 × 36,7 cm      |                                                   | Amiens, musée de Picardie                                                      |
|         | Dante rencontre Mathilda (esquisse)                                                       | 1881      | 57,3 × 38,1 cm      |                                                   | Amiens, musée de Picardie                                                      |
|         | Tête de Mathilda                                                                          | 1881      | 55,4 × 46 cm        |                                                   | Amiens, musée de Picardie                                                      |
|         | Dante rencontre Mathilda                                                                  | 1881      | 320 × 240 cm        |                                                   | Amiens, musée de Picardie                                                      |
|         | Dante rencontre Mathilda (réduction)                                                      | vers 1881 | 115 × 89 cm         |                                                   | Collection particulière                                                        |
|         | Les Voix du Tocsin, le beffroi de Saint-Prix                                              | 1882      | 36 × 26,5 cm        |                                                   | Amiens, musée de Picardie                                                      |
|         | Le Sommeil de Fra Angelico                                                                | 1882      | 90 × 70 cm          |                                                   | Saint Valery en Caux Hotel de Ville                                            |
|         | La répudiée ou Audovère répudiée                                                          | 1882      | 143 × 125 cm        |                                                   | Collection particulière                                                        |
|         | Le Printemps de la Vie                                                                    | 1883      | 265 × 350 cm        |                                                   | Amiens, musée de Picardie                                                      |
|         | L'hommage à Clovis II                                                                     | 1883      | 109 × 140 cm        |                                                   | Rouen, musée des Beaux-Arts                                                    |
|         | La mort de Guillaume le Conquérant                                                        | 1885      | 110,4 × 142,3 cm    |                                                   | Amiens, musée de Picardie                                                      |
|         | Le réveil de Juliette                                                                     | 1886      | 228 × 172 cm        |                                                   | musée des beaux-arts                                                           |
|         | Les Voix du Tocsin (esquisse)                                                             | 1886      | 82 × 59,5 cm        |                                                   | Amiens, musée de Picardie                                                      |
|         | Les Voix du Tocsin (esquisse)                                                             | 1886      | 123 × 97,5 cm       |                                                   | Amiens, musée de Picardie                                                      |
|         | Les Voix du tocsin                                                                        | 1888      | 500 × 455 cm        |                                                   | Amiens, musée de Picardie                                                      |
|         | Les Voix du Tocsin (réduction)                                                            | 1888      | 124 × 94 cm         |                                                   | Langres, musée municipal                                                       |
|         | La Naissance de la perle (esquisse)                                                       | 1890      | 61 × 46 cm          |                                                   | Amiens, musée de Picardie                                                      |
|         | La Naissance de la perle                                                                  | 1890      |                     |                                                   | Localisation actuelle inconnue                                                 |
|         | Le « Dormoir » de la Sirène                                                               | 1891      | 135 × 99 cm         |                                                   | Collection particulière                                                        |
|         | L'Apothéose du sculpteur Carpeaux (esquisse)                                              | 1892      | 41 × 32 cm          |                                                   | Soissons, musée                                                                |
|         | La mort de Carpeaux (esquisse)                                                            | 1892      | 42,5 × 52,5 cm      |                                                   | Amiens, musée de Picardie                                                      |
|         | La mort de Carpeaux (esquisse)                                                            | 1892      | 46,5 × 56 cm        |                                                   | Amiens, musée de Picardie                                                      |
|         | Étude pour la mort de Carpeaux                                                            | 1892      | 77,5 × 93 cm        |                                                   | Amiens, musée de Picardie                                                      |
|         | La mort de Carpeaux                                                                       | 1892      | 375 × 480 cm        |                                                   | Amiens, musée de Picardie                                                      |
|         | La Chanson de Roland                                                                      | 1893      |                     | Écoinçon du Salon des Lettres de l'Hôtel de Ville | Paris, hôtel de ville                                                          |
|         | Le Misanthrope                                                                            | 1893      |                     | Écoinçon du Salon des Lettres de l'Hôtel de Ville | Paris, hôtel de ville                                                          |
|         | Evaridnus                                                                                 | 1893      |                     | Écoinçon du Salon des Lettres de l'Hôtel de Ville | Paris, hôtel de ville                                                          |
|         | Mimi Pinson                                                                               | 1893      |                     | Écoinçon du Salon des Lettres de l'Hôtel de Ville | Paris, hôtel de ville                                                          |
|         | Le Cid                                                                                    | 1893      |                     | Écoinçon du Salon des Lettres de l'Hôtel de Ville | Paris, hôtel de ville                                                          |
|         | Phèdre                                                                                    | 1893      |                     | Écoinçon du Salon des Lettres de l'Hôtel de Ville | Paris, hôtel de ville                                                          |
|         | Pentagruel                                                                                | 1893      |                     | Écoinçon du Salon des Lettres de l'Hôtel de Ville | Paris, hôtel de ville                                                          |
|         | La Cigale                                                                                 | 1893      |                     | Écoinçon du Salon des Lettres de l'Hôtel de Ville | Paris, hôtel de ville                                                          |
|         | Les œuvres philosophiques de Voltaire                                                     | 1893      |                     | Écoinçon du Salon des Lettres de l'Hôtel de Ville | Paris, hôtel de ville                                                          |
|         | L'encyclopédie                                                                            | 1893      |                     | Écoinçon du Salon des Lettres de l'Hôtel de Ville | Paris, hôtel de ville                                                          |
|         | Les essais                                                                                | 1893      |                     | Écoinçon du Salon des Lettres de l'Hôtel de Ville | Paris, hôtel de ville                                                          |
|         | Les Pensées                                                                               | 1893      |                     | Écoinçon du Salon des Lettres de l'Hôtel de Ville | Paris, hôtel de ville                                                          |
|         | La Ville de Saint-Étienne présente à la France les produits de son industrie              | vers 1894 | 180,5 × 68 cm       |                                                   | Saint-Étienne, musée d'Art et d'Industrie                                      |
|         | La Fortune passe                                                                          | 1895      | 73,5 × 100 cm       |                                                   | Reims, musée des Beaux-Arts de la Ville de Reims                               |
|         | La Muse verte (esquisse)                                                                  | 1895      | 32 × 39 cm          |                                                   | Amiens, musée de Picardie                                                      |
|         | La Muse verte                                                                             | 1895      | 175 × 115 cm        |                                                   | Amiens, musée de Picardie                                                      |
|         | Esquisse pour le mur de l'Opéra Comique                                                   |           | 55,6 × 130,5 cm     |                                                   | Amiens, musée de Picardie                                                      |
|         | Esquisse pour le mur de l'Opéra Comique                                                   |           | 35,2 × 66,5 cm      |                                                   | Amiens, musée de Picardie                                                      |
|         | Le violoniste                                                                             |           | 40,1 × 26,3 cm      |                                                   | Amiens, musée de Picardie                                                      |
|         | Personnage du groupe Zampa                                                                |           | 45,9 × 35,3 cm      |                                                   | Amiens, musée de Picardie                                                      |
|         | La rieuse                                                                                 |           | 59,6 × 33,9 cm      |                                                   | Amiens, musée de Picardie                                                      |
|         | La ronde des notes                                                                        |           | 50,4 × 86,4 cm      |                                                   | Amiens, musée de Picardie                                                      |
|         | La ronde des notes                                                                        |           | 53,5 × 127,8 cm     |                                                   | Amiens, musée de Picardie                                                      |
|         | La ronde des notes                                                                        |           | 50,5 × 88,9 cm      |                                                   | Amiens, musée de Picardie                                                      |
|         | Le La                                                                                     |           | 41,3 × 41,1 cm      |                                                   | Amiens, musée de Picardie                                                      |
|         | Les Noces de Jeannette, de Victor Massé                                                   | 1897      |                     | Mur du foyer de l'Opéra Comique                   | Paris, Opéra Comique                                                           |
|         | Zampa, de Ferdinand Hérold                                                                | 1897      |                     | Mur du foyer de l'Opéra Comique                   | Paris, Opéra Comique                                                           |
|         | Un flûtiste joue un air du Chalet, d'Adolphe Adam                                         | 1897      |                     | Mur du foyer de l'Opéra Comique                   | Paris, Opéra Comique                                                           |
|         | Trompettiste jouant un air de La Dame blanche, de François-Adrien Boieldieu               | 1897      |                     | Mur du foyer de l'Opéra Comique                   | Paris, Opéra Comique                                                           |
|         | La Farandole des Notes                                                                    | 1897      |                     | Plafond du foyer de l'Opéra Comique               | Paris, Opéra Comique                                                           |
|         | L'Eau                                                                                     |           | 242,5 × 105 cm      |                                                   | Saint-Étienne, musée d'art moderne                                             |
|         | La Soie                                                                                   | 1898      | 243 × 104 cm        |                                                   | Saint-Étienne, musée d'art et d'industrie                                      |
|         | La Houille                                                                                | 1899      | 242 × 103 cm        |                                                   | Saint-Étienne, musée d'art et d'industrie                                      |
|         | Le Verre                                                                                  | 1899      | 242 × 102 cm        |                                                   | Saint-Étienne, musée d'art et d'industrie                                      |
|         | Les mineurs                                                                               | vers 1900 | 46 × 58,5 cm        |                                                   | Localisation actuelle inconnue, autrefois à Saint-Étienne, musée d'art moderne |
|         | Le Fer                                                                                    | 1900      | 242 × 102 cm        |                                                   | Saint-Étienne, musée d'art et d'industrie                                      |
|         | Mineur allumant sa pipe                                                                   |           | 35 × 24 cm          |                                                   | Saint-Étienne, musée d'art moderne                                             |
|         | L'arrosage                                                                                | vers 1900 | 64,5 × 81,7 cm      |                                                   | Amiens, musée de Picardie                                                      |
|         | Scène champêtre                                                                           | vers 1900 | 71,5 × 124,5 cm     |                                                   | Amiens, musée de Picardie                                                      |
|         | Repas champêtre                                                                           | vers 1900 | 64,6 × 81,9 cm      |                                                   | Amiens, musée de Picardie                                                      |
|         | Allégorie de la Lune et du Soleil                                                         | vers 1900 | 46,5 × 61 cm        |                                                   | Amiens, musée de Picardie                                                      |
|         | La Tentation d'Eve                                                                        | vers 1900 | 55 × 33 cm          |                                                   | Amiens, musée de Picardie                                                      |
|         | L'Ouragan                                                                                 | vers 1900 | 43,5 × 54 cm        |                                                   | Amiens, musée de Picardie                                                      |
|         | Fond marin                                                                                | vers 1900 | 40,2 × 30,1 cm      |                                                   | Amiens, musée de Picardie                                                      |
|         | Vendanges en Bourgogne (esquisse)                                                         | vers 1900 | 57 × cm de diamètre |                                                   | Paris, musée Carnavalet                                                        |
|         | Vendanges en Bourgogne                                                                    | 1900      |                     |                                                   | Paris, Gare de Lyon, restaurant Le Train Bleu                                  |
|         | Le théâtre d'Orange                                                                       | 1900      |                     |                                                   | Paris, Gare de Lyon, restaurant Le Train Bleu                                  |
|         | La Tentation d'Eve ou Séduction                                                           | 1902      | 305 × 180 cm        |                                                   | Le Mans, musée de Tessé                                                        |
|         | Jupiter et Sémélé (esquisse)                                                              | 1904      | 66 × 44 cm          |                                                   | Amiens, musée de Picardie                                                      |
|         | Jupiter et Sémélé (esquisse)                                                              | 1904      | 67 × 44 cm          |                                                   | Amiens, musée de Picardie                                                      |
|         | Adagio-appassionato, 12 décembre 1904                                                     | 1905      |                     |                                                   | Lyon, musée des Beaux-arts                                                     |
|         | Prométhée et les Océanides (esquisse)                                                     | 1906      | 60,4 × 40 cm        |                                                   | Amiens, musée de Picardie                                                      |
|         | Prométhée et les Océanides (esquisse)                                                     | 1906      | 67,4 × 44,2 cm      |                                                   | Amiens, musée de Picardie                                                      |
|         | La Chute de Phaëton (esquisse)                                                            | 1907      | 67,5 × 44 cm        |                                                   | Amiens, musée de Picardie                                                      |
|         | Vénus et Adonis (esquisse)                                                                |           | 65,5 × 43,5 cm      |                                                   | Amiens, musée de Picardie                                                      |
|         | Vénus et Adonis (esquisse)                                                                |           | 67,5 × 43,5 cm      |                                                   | Amiens, musée de Picardie                                                      |
|         | Jason aidé de Médée s'empare de la toison d'or (esquisse)                                 |           | 67,5 × 43,6 cm      |                                                   | Amiens, musée de Picardie                                                      |
|         | Jason aidé de Médée s'empare de la toison d'or (esquisse)                                 |           | 66,3 × 43,5 cm      |                                                   | Amiens, musée de Picardie                                                      |
|         | Alphée et Aréthuse (esquisse)                                                             |           | 67,5 × 44,5 cm      |                                                   | Amiens, musée de Picardie                                                      |
|         | Minerve et Arachné (esquisse)                                                             |           | 66,8 × 43,7 cm      |                                                   | Amiens, musée de Picardie                                                      |
|         | Minerve et Arachné (esquisse)                                                             |           | 67,5 × 44 cm        |                                                   | Amiens, musée de Picardie                                                      |
|         | Sous le cèdre                                                                             | 1908      |                     |                                                   |                                                                                |
|         | L'Été                                                                                     | 1908      |                     |                                                   |                                                                                |
|         | Fête vénitienne                                                                           |           | 54,2 × 81,7 cm      |                                                   | Amiens, musée de Picardie                                                      |
|         | Fête vénitienne                                                                           |           | 68 × 100,3 cm       |                                                   | Amiens, musée de Picardie                                                      |
|         | La maison des deux amis, rue de la reine Bérengère                                        |           | 70 × 44 cm          |                                                   | Le Mans, musée de Tessé                                                        |
|         | Portrait de femme                                                                         |           | 41 × 33 cm          |                                                   | Amiens, musée de Picardie                                                      |
|         | Le départ d'Hector                                                                        |           | 60 × 100,8 cm       |                                                   | Princeton (New Jersey), University Art Museum                                  |

- Vers 1900, Ariane, affiche, BNF
- 1908, Exposition Franco-Britannique, affiche couleur Imp. Pichot, Paris, BNF
- 1908, Exposition Franco-Britannique, Londres 1908, chromolithographie, BNF
- Gare de Lyon, restaurant Le Train bleu : Orange dans la Grande Salle et Vendanges en Bourgogne dans la Salle dorée en 1900
- Opéra-Comique de Paris vers 1897 au  Foyer: le plafond ainsi que 4 panneaux sur les murs) inauguré en 1898.

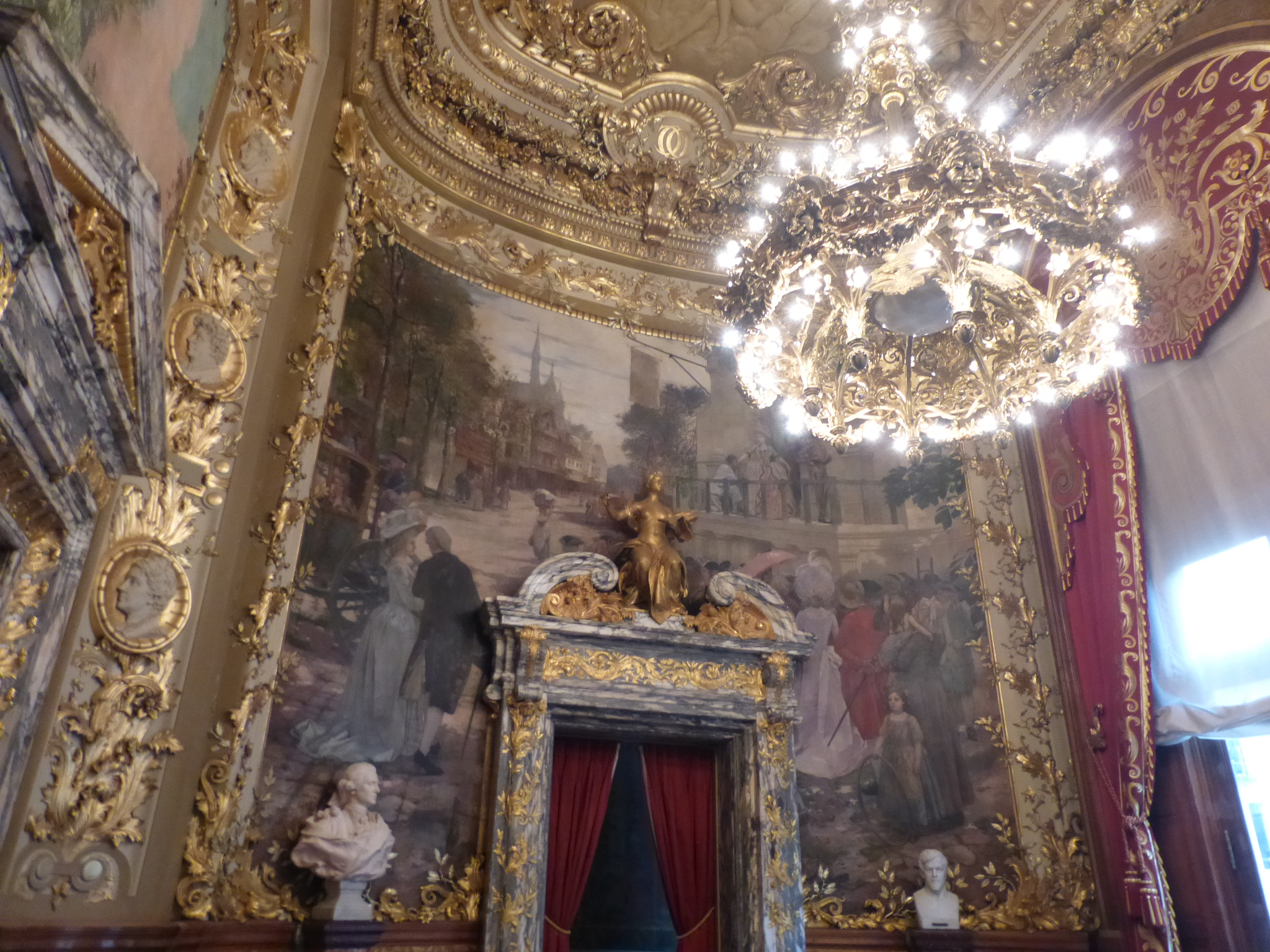
Foyer de la salle Favart
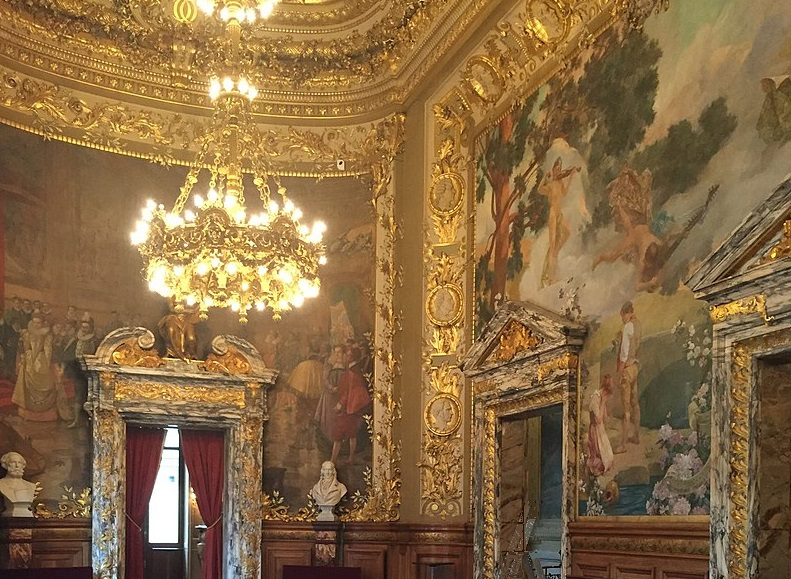
Foyer de la salle Favart

- Palais du Luxembourg, Grand Salon du Sénat ensemble de 7 tapisseries de la Manufacture des Gobelins dans la Salle des Conférences du Sénat réalisées à partir des cartons d'Albert Maignan et portant sa signature représentant : l'histoire d' Apollon et Daphné métamorphosée en laurier réalisées en laine et soie
- Musée de Picardie à Amiens : l'ensemble des collections accumulées par Albert Maignan durant sa carrière ont été léguées à cet établissement par acte testamentaire. De plus, de nombreuses peintures ainsi que le fonds d'atelier présent à la mort du peintre y sont actuellement conservés.

## Salons
- 1875, Salon des artistes français : L'Insulte aux prisonniers
- 1881, Salon des artistes français : H.G.Renaud de Bourgogne accorde à Belfort des lettres d'affranchissement
- 1897, Société nationale des beaux-arts : Le Gueux

## Hommages et distinctions
- médaille d'or à l'Exposition universelle de Paris de 1889 ;
- Chevalier de la Légion d'honneur en 1895 ;
- président de la Fondation Taylor de 1905 à 1908.
- À Amiens, l'un des boulevards intérieurs porte le nom de Maignan-Larivière.
- À Beaumont-sur-Sarthe et au Mans, une rue porte son nom.

## Élèves
- Georges A. L. Boisselier
- Frédéric Marius de Buzon
- Paul Charavel
- Alfred Dabat
- Alfred de Richemont
- Alfred-Victor Fournier
- Gaston Édouard Guédy
- Hippolyte Guy
- Jules Hervé-Mathé
- Lucien Jonas, en 1902
- Henri Laurent-Desrousseaux
- Charles-Frédéric Lauth
- Étienne Mondineu
- Adrien Moreau-Néret
- Émile Perrin, vers 1906-1908
- Perico Ribera, peintre franco-espagnol
- Germain Bonneton
- Jean Hubert-Gautier

## Prix Albert Maignan
M. Albert Maignan, peintre, ancien Vice-Président de la Fondation Taylor, a légué en 1911 à la Société des artistes français, une somme de vingt mille francs dont le revenu devra servir à établir un prix biennal qui sera attribué par le Sous-Comité de la Société à un artiste homme, peintre ou sculpteur. Pour attribuer ce prix, le Sous-Comité aura égard à la situation de l'artiste, mais surtout au talent qu'il aura montré.

### Lauréats
Liste non exhaustive :
- 1911 : Alfred-Victor Fournier
- 1913 : Marius Barthalot
- 1920 : Eugène Thiery
- 1920 : René-Albert Baucour
- 1920 : Léon Pierre Félix
- 1921 : Émile Fernand-Dubois
- 1923 : Louis d'Ambrioso
- 1925 : Albert Matignon
- 1927 : Auguste Albert Herbemont
- 1929 : Eugène Huc
- 1931 : Honoré Sausse
- 1933 : Georges Dilly
- 1937 : René Aubert
- 1939 : Paul Henri Graf
- 1941 : Daniel Deparis
- 1943 : Maurice Delannoy
- 1945 : Lucien Gibert